# Henry Barraud
Henry Barraud (Bordeaux, 23 aprile 1900 – Parigi, 28 dicembre 1997) è stato un compositore, critico musicale e dirigente della Radio televisione francese.

## Biografia
Iniziò lo studio della musica a Bordeaux con Fernand Vaubourgoin. Lo proseguì al Conservatoire national supérieur de musique et de danse de Paris, il Conservatorio di Parigi, dove frequentò il corso di orchestrazione svolto da Louis Aubert, il corso di composizione svolto da Paul Dukas e quello di contrappunto e fuga svolto da Georges Caussade; nel 1927 si ritirò tuttavia dal Conservatoire, senza aver conseguito il diploma, per essersi rifiutato di seguire "le procedure ortodosse".
Compose musica strumentale e operistica. Con Pierre-Octave Ferroud, Emmanuel Bondeville e Jean Rivier nel 1936 costituì l'associazione musicale "Le Triton" che mirava a divulgare la musica contemporanea. Nel 1937 divenne critico musicale del quotidiano Le Journal. 
Dopo la liberazione di Parigi nel 1944, fu nominato direttore musicale della Radiodiffusion française (RTF). Nel 1946 assieme a Maurice David, ispettore generale per l'educazione musicale a Parigi, fondò la Maîtrise de Radio France, un coro di fanciulli e adolescenti che, sotto la direzione di Marcel Couraud, sarà dedito al repertorio corale francese. Nel 1948 divenne direttore nazionale dell'RTF (poi Office de radiodiffusion télévision française, ORTF), incarico che conservò fino al suo pensionamento nel 1965.
Ha ricevuto il Grand Prix national de la musique nel 1969.

## Composizioni musicali

### Musica strumentale

#### Musica sinfonica
- Finale (1931)
- Poème pour grand orchestre (1932)
- Concerto pour piano et orchestre (1939)
- Offrande à une ombre (1942), per orchestra, dedicato a Maurice Jaubert
- La Kermesse (1943), ballet
- Symphonie de Numance (1950) a Baden-Baden diretta da Hans Rosbaud
- 3e Symphonie (1957)
- Rapsodie cartésienne (1959)
- Rapsodie dionysienne (1961)
- Symphonie concertante (1966), per tromba e orchestra
- Trois études pour orchestre (1967)
- Une saison en enfer (1969) da Arthur Rimbaud
- Alceste (1977), musiche di scena

#### Musica da camera
- Trio (1935), per oboe, clarinetto e fagotto
- Suite pour une comédie de Musset (1936), per orchestra da camera
- Quatuor à cordes (1940)
- Dix impromptus pour piano (1941)
- Sonatine pour violon et piano (1941)
- Musique pour petites mains (1949), per pianoforte
- Concertino pour piano, flûte, clarinette, cor, basson et orchestra de chambre (1953)
- Symphonie pour orchestre à cordes (1956)
- Divertimento (1962)
- Concerto pour flûte et orchestre à cordes (1963)
- Variations à treize (1969) per piccola orchestra di 13 strumenti
- Concert pour cordes (1971)
- Deux préludes pour piano (1974)
- Quatuor (1975), per sassofoni

### Musica vocale

#### Opere liriche
- La Farce de maître Pathelin (1938), opéra-comique
- Numance (1955), tragédie lyrique, libretto di Salavador de Madariaga da Cervantes
- Lavinia (1958), opéra-comique
- Le Roi Gordogane (1975), opera da camera
- Tête d'or (1980), tragédie lyrique da Paul Claudel

#### Musica corale
- Deux chœurs avec orchestre : Chanson villageoise et La Ronde des trois filles vaniteuses (1928)
- Le Feu (1937), cantata per coro e orchestra
- Noël, a due voci, su di un vecchio poema della Borgogna
- Te Deum (1955)
- Le Testament de François Villon (1945), cantata per tenore, piano et coro a cappella
- Le Mystère des Saints Innocents (1946), oratorio per coro, baritono, voce recitante e orchestra, da Charles Péguy
- La Divine Comédie (1973), cantata da Dante Alighieri

#### Lieder
- Quatre poèmes de Lanza del Vasto (1945)
- Chansons de Gramadoch (1945), dal poema di Victor Hugo
- Trois lettres de madame de Sévigné (1957)
- Huit chantefables pour les enfants sages, dal poema di Robert Desnos (1961)

## Scritti
- Hector Berlioz: sa vie, ses oeuvres, Paris: Le Petit Ménestrel, 1969; edizione italiana a cura di Paolo Isotta, Milano: Rusconi, 1981
- Johannes Brahms: sa vie, ses oeuvres, Paris: Le Petit Ménestrel, 1975
- La France et la Musique occidentale, collana Pour la musique, Paris: NRF-Gallimard, 1956
- Pour comprendre la musique d'aujourd'hui, Paris: Le Seuil, 1968
- Cinq grands opéras: Don Juan, Tristan et Isolde, Boris Godounov, Pelléas et Mélisande, Wozzeck, collana Musiques, Paris: Le Seuil, 1972 ISBN 2-02-002058-0
- Hector Berlioz, collana Les Indispensables de la musique, Paris: Fayard, 1979 ISBN 2-213-02415-4